# Stara Cesta
Stara Cesta – wieś w Słowenii, w gminie Ljutomer. W 2018 roku liczyła 294 mieszkańców.